# Флегматизація
Флегматизація вибухових речовин — зниження чутливості вибухових речовин або вибухонебезпечних сумішей до механічних впливів (ударів, тертя, нагріву, ударно-хвильовому впливу тощо) шляхом введення до їх складу спеціальних речовин (флегматизаторів).
Як флегматизатори частіше за все застосовують низькоплавкі органічні сполуки (віск, церезин, стеарин, парафін, вазелін, іноді тверді мастила типу графіту, стеаратів). Сильну флегматизуючу дію мають вода і водні гелі. Воскоподібні флегматизатори наносять на кристали високочутливих вибухових речовин, а порошкоподібні вводять у суміш.
У складі аміачно-селітрових вибухових речовин органічні флегматизатори одночасно виконують роль гідрофобних добавок, тобто мають водовідштовхувальні властивості.

## Флегматизація газів
Газові суміші зазвичай мають дві критичні точки: якщо концентрація вибухонебезпечної речовини в повітрі знаходиться у деякому інтервалі, то вибух можливий. Флегматизація звужує цей інтервал, або взагалі робить суміш незаймистою.
В першій половині 20 століття важливою проблемою була флегматизація водню для наповнення дирижаблів — воднево-повітряна суміш є вибухонебезпечною при концентрації водню від 8,9 % до 71,2 %. Одним зі способів вирішення цієї проблеми було використання гелієво-водневої суміші замість чистого водню — суміш водню з гелієм перестає бути вибухонебезпечною при концентрації водню нижче 24 % — проте мінусом цього підходу є велика вартість гелію. Також, існують речовини, домішки яких дозволяють обійтися зовсім без гелію — так, додавання до воднево-повітряної суміші 12 % комбінації C2F4Br2 і C2F3Cl3, робить її стійкою до вогню.